# Tarlina
Tarlina – rodzaj pająków z infrarzędu Araneomorphae i rodziny Gradungulidae. Zalicza się do niego 6 opisanych gatunków. Wszystkie są endemitami wschodniej części kontynentalnej Australii.

## Morfologia
Pająki o ciele długości od 6,85 do 13,04 mm. Kształt karapaksu jest dłuższy niż szeroki, w części głowowej węższy i o bokach niemal równoległych, zaś w części tułowiowej rozszerzony i o bokach równomiernie zaokrąglonych. Ubarwienie karapaksu cechuje się ciemną przepaską przez środek grzbietu, zwykle sięgającą do jego tylnej krawędzi. Ośmioro okrągłych oczu rozmieszczonych jest w dwóch rzędach zajmujących mniej niż ⅔ szerokości głowowej części karapaksu. Oczy par bocznych stykają się ze sobą i są znacznie oddalone od oczu par środkowych, które to z kolei rozmieszczone są na planie trapezu o dłuższej podstawie z tyłu. Nadustek ma środkową część wyciągniętą ku przodowi w występ ponad szczękoczułkami. Przednia krawędź szczękoczułków ma pięć do siedmiu zębów, zaś tylna tylko grupę drobnych ząbków u nasady. Obie płcie mają na tylno-bocznych powierzchniach szczękoczułków serie listewek, które do pary ze szczecinami na wewnętrznych powierzchniach ud nogogłaszczków tworzą aparat strydulacyjny. Przód wargi dolnej jest silnie ząbkowany. Dłuższe niż szerokie, sięgające poza ostatnie biodra sternum ma wąsko ścięty wierzchołek. Odnóża są mocno kolczaste. Organ tarsalny jest odsłonięty i wyposażony w duży kolec zmysłowy pośrodku. Opistosoma (odwłok) ma na grzbiecie liczne, białe włoski. Spośród trzech par kądziołków przędnych przednia i tylna są dwuczłonowe, a środkowa jednoczłonowa. Nie występuje siteczko przędne ani grzebień przędny.
Nogogłaszczki samca cechują się wąskim, trójkątnym cymbium, dłuższym niż połowa długości cymbium tegulum o jajowatym kształcie oraz niezmodyfikowaną apofizą medialną o formie haczyka. Wyrostek paremboliczny jest silnie rozwinięty, w części odsiebnej łyżkowaty, na szczycie zaokrąglony lub płytko rozwidlony. Wyrostek emboliczny jest w części przedkońcowej zaopatrzony w rowek, a w części odsiebnej ma formę kolca. Odsiebna część embolusa jest błoniasta, niekiedy dwupłatowa. Wewnętrzne genitalia samicy tworzą dwa płaty, z których każdy zawiera liczne zbiorniczki nasienne.

## Ekologia i występowanie
Pająki te nie budują sieci łownych, lecz aktywnie wędrują w poszukiwaniu ofiar.
Rodzaj jest endemiczny dla wschodniej części kontynentalnej Australii. Trzy gatunki znane są tylko z Queensland, a trzy tylko z Nowej Południowej Walii.

## Taksonomia
Rodzaj ten wprowadzony został w 1987 roku Michaela Graya w publikacji współautorstwa Raymonda R. Forstera i Normana I. Platnicka, której zadaniem była rewizja całych nadrodzin Hypochiloidea i Austrochiloidea. Nazwa Tarlina oznacza w języku Aborygenów „język” i odnosi się do kształtu wyrostka parembolicznego. Gatunkiem typowym rodzaju wyznaczono Gradungula woodwardi, opisaną w 1955 roku przez Forstera.
Do rodzaju tego zalicza się 6 opisanych gatunków:
- Tarlina daviesae Gray, 1987
- Tarlina milledgei Gray, 1987
- Tarlina noorundi Gray, 1987
- Tarlina simipes Gray, 1987
- Tarlina smithersi Gray, 1987
- Tarlina woodwardi (Forster, 1955)